# Керамічна промисловість
Керамічна промисловість (рос. керамическая промышленность, англ. ceramics industry, нім. keramische Industrie f, Keramikindustrie f — підгалузь промисловості будівельних матеріалів, що об'єднує підприємства з видобування сировини і виробництва грубої кераміки (цегли, дренажних та каналізаційних труб, черепиці); кислототривких і вогнетривких виробів; плиток (облицювальних, фасадних, для підлоги і стін); тонкої кераміки (виробів з порцеляни і фаянсу); керамзиту; виробів широкої номенклатури електротехнічної і радіотехнічної промисловості тощо. 

## Історія
В Київській Русі цегляне ремесло виникло в X столітті. Відомі центри виробництва художньої кераміки в Україні — Опішня, Дибинці, Бубнівка, Ічня, Косів тощо.
Найчисленнішу групу керамічних знахідок становить посуд, який за призначенням поділяється на горщики, корчаги, глеки, миски, миски-сирниці, сковороди, кухлі, ковшики та накривки. Крім посуду, виготовлялися глиняні світильники, іграшки, в т. ч. полив'яні фігурки людей, тварин, глиняні яйця-писанки, полив'яні плитки, що використовувалися для облицювання долівки й стін храмів, палаців та будинків знаті, голосники, дрібна пластика. Розвивалося переважно організованими групами майстрів. Їхні ремісничі майстерні зі складами продукції виявлені, наприклад, у Києві. Відомі також цілі поселення, що спеціалізувалися на виготовленні кераміки. Залишки гончарних горн для випалювання кераміки є в усіх досліджених археологами давньоруських містах і в багатьох давньоруських селищах.

## Сучасність
Сучасні заводи в Україні — Баранівський фаянсовий завод, Межигірська фаянсова фабрика та інші. 
У світі керамічна промисловість найрозвиненіша в США, Великій Британії, ФРН, Франції, Японії, Італії.